# Fucales
Fucales es un orden de la clase Phaeophyceae o algas pardas. El grupo incluye algunas de las algas marinas más comunes del litoral. Todos sus miembros son pluricelulares y tienen la estructura típica de un alga marina: rizoide, estipe y lámina. La lámina generalmente está muy expandida y puede tener gas en vesículas. El crecimiento es por división de las células apicales. Como el nombre genérico de "algas pardas" sugiere, su pigmentación es marrón.
Son oogámicos pues la fecundación se realiza entre un pequeño gameto masculino y un gran gameto femenino. La generación gametofita se reduce a los gametos formados en el talo del esporófito.
Destacan los géneros Fucus y Sargassum.

## Galería

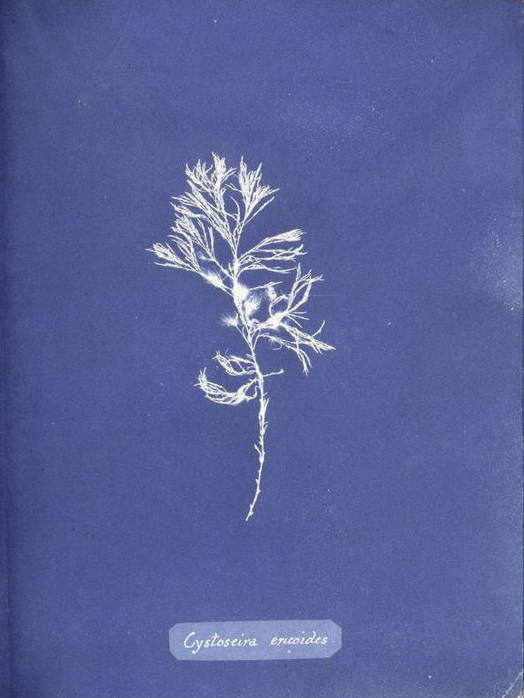
Cystoseira ericoides
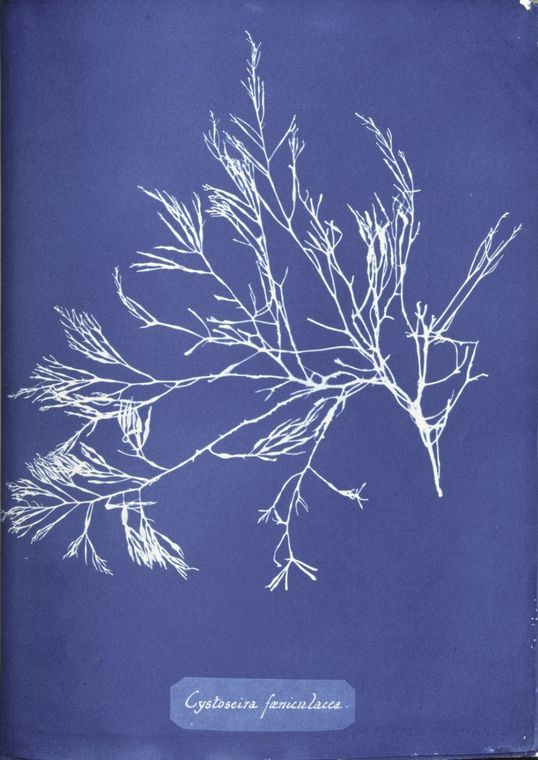
Cystoseira foeniculacea
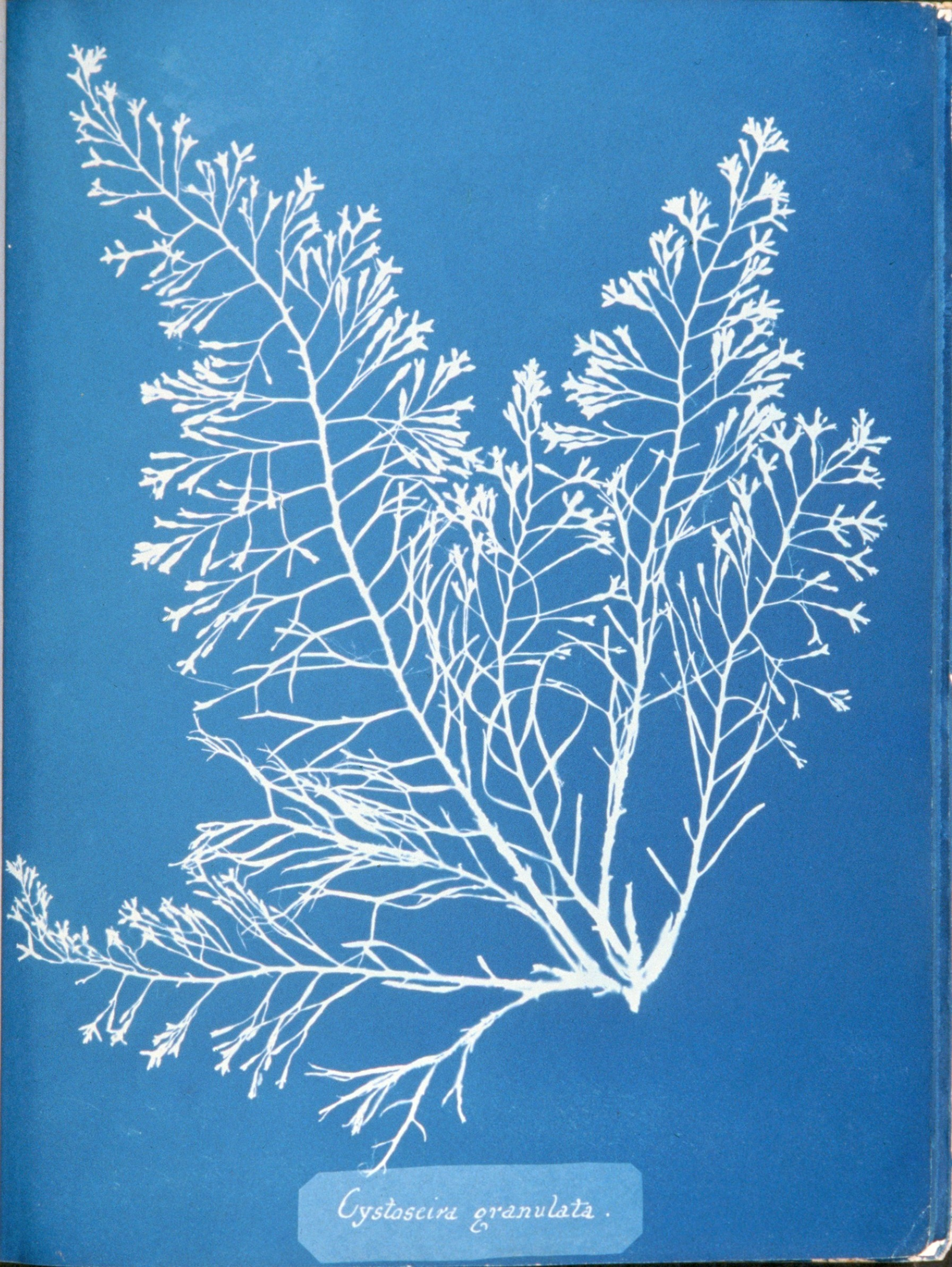
Cystoseira granulata
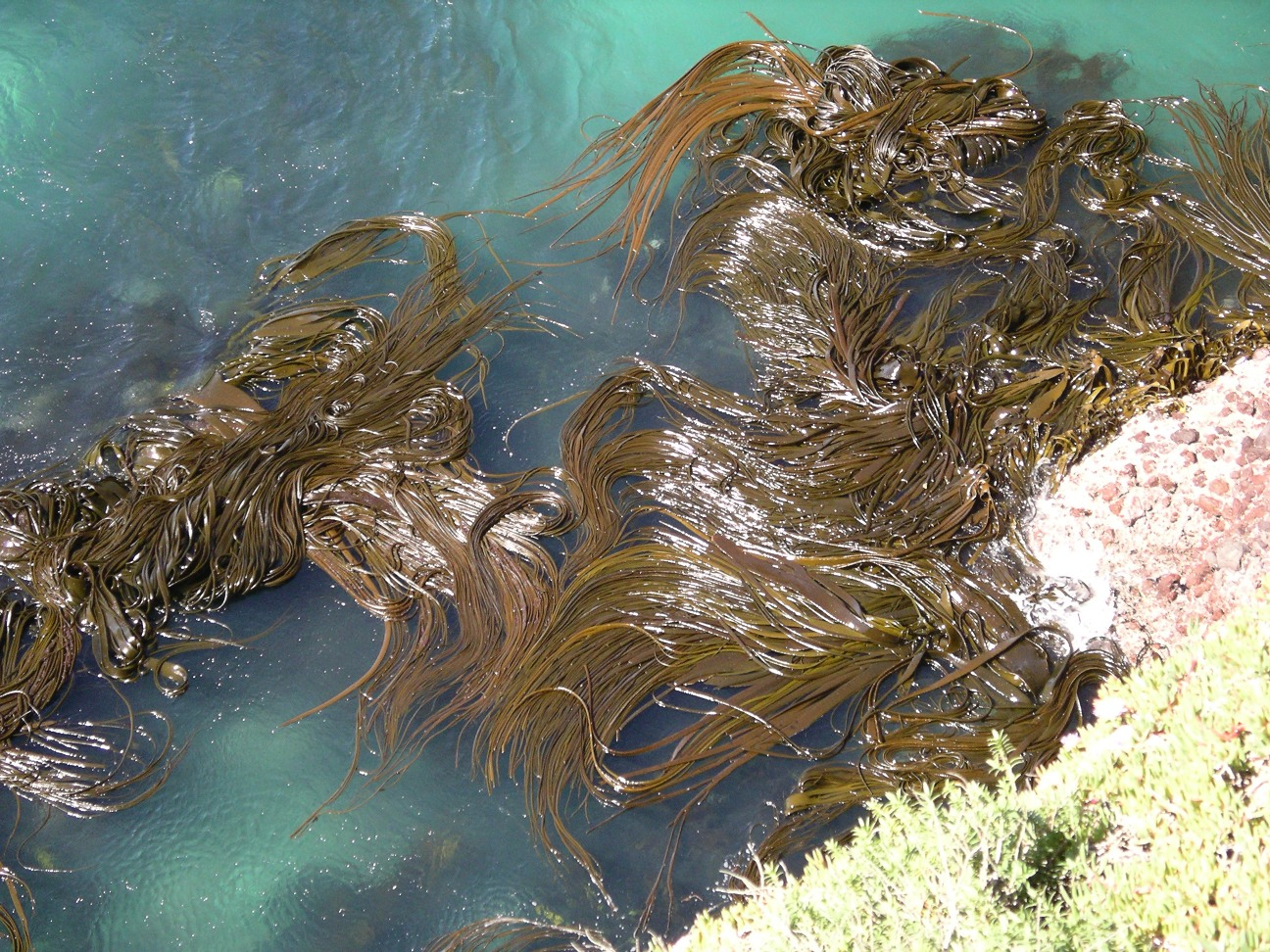
Durvillaea antarctica
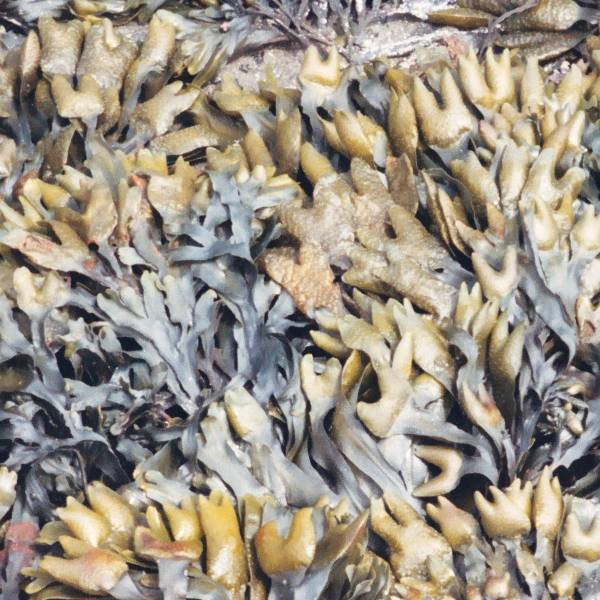
Fucus distichus
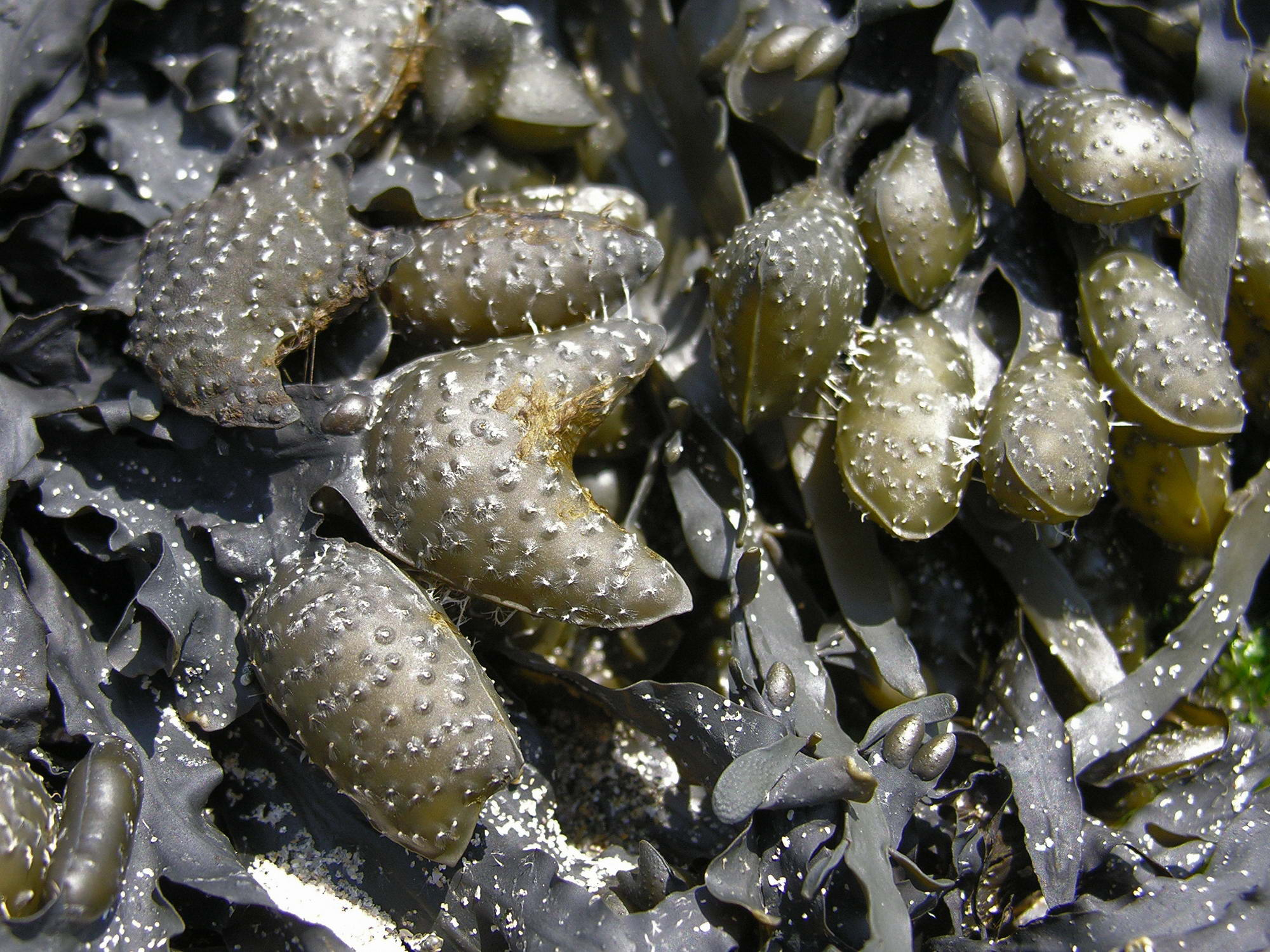
Fucus spiralis
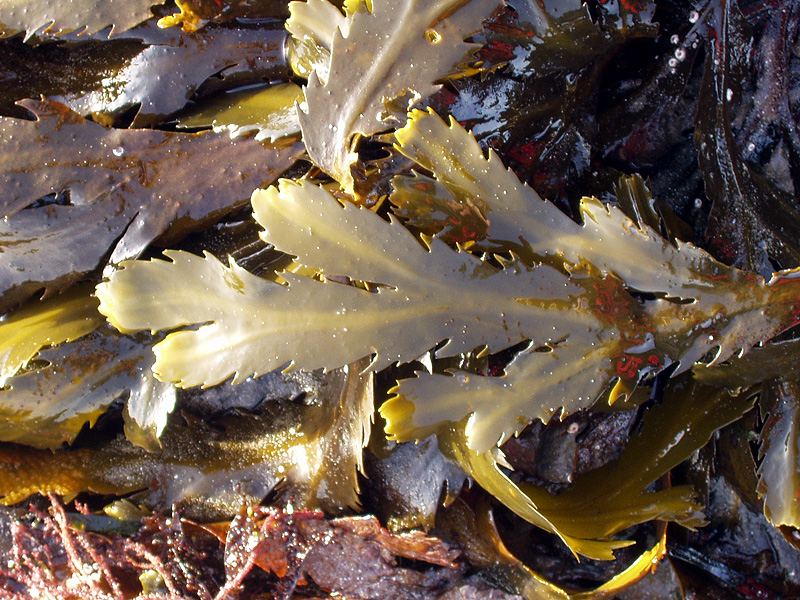
Fucus serratus
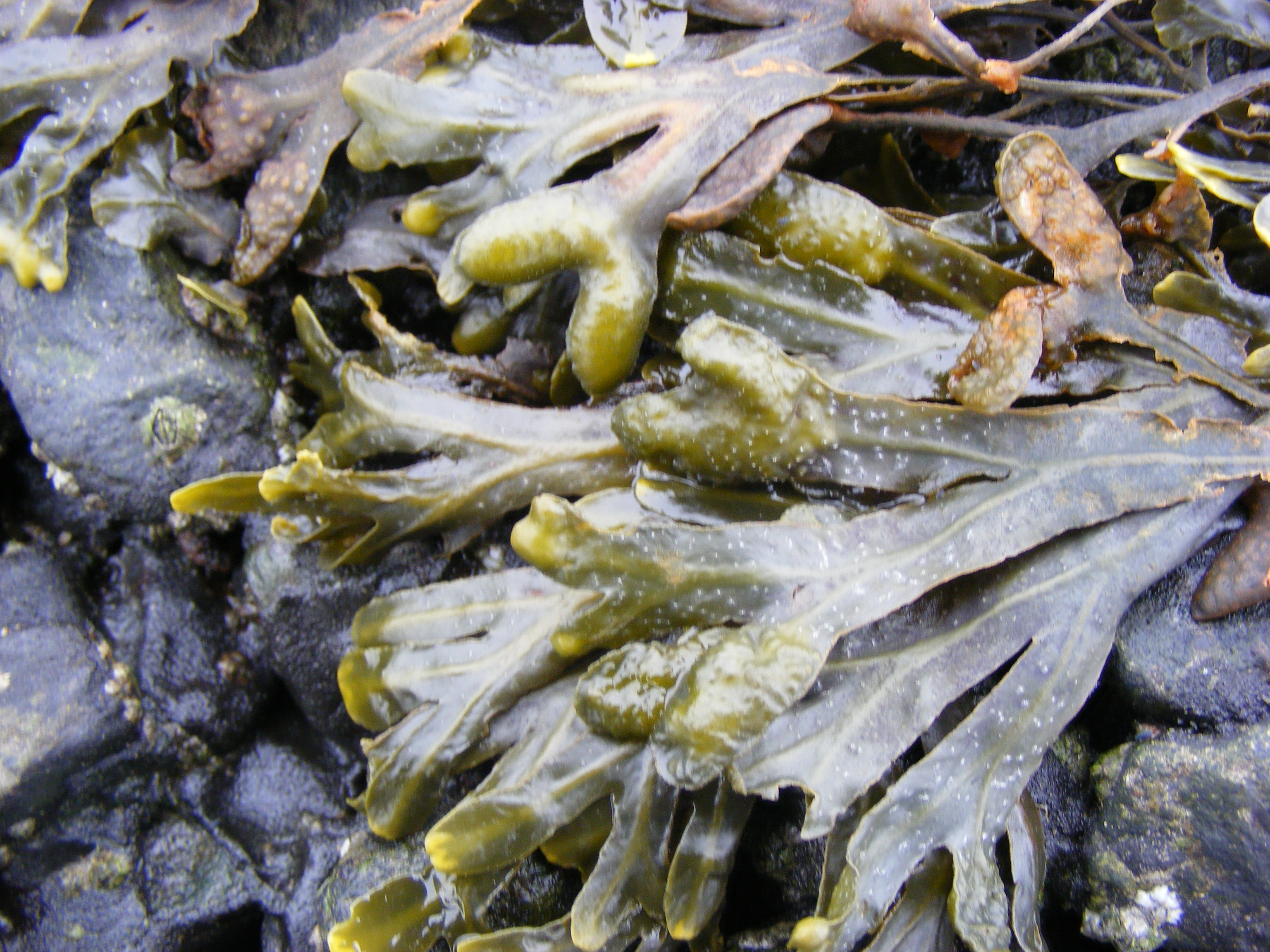
Fucus vesiculosus
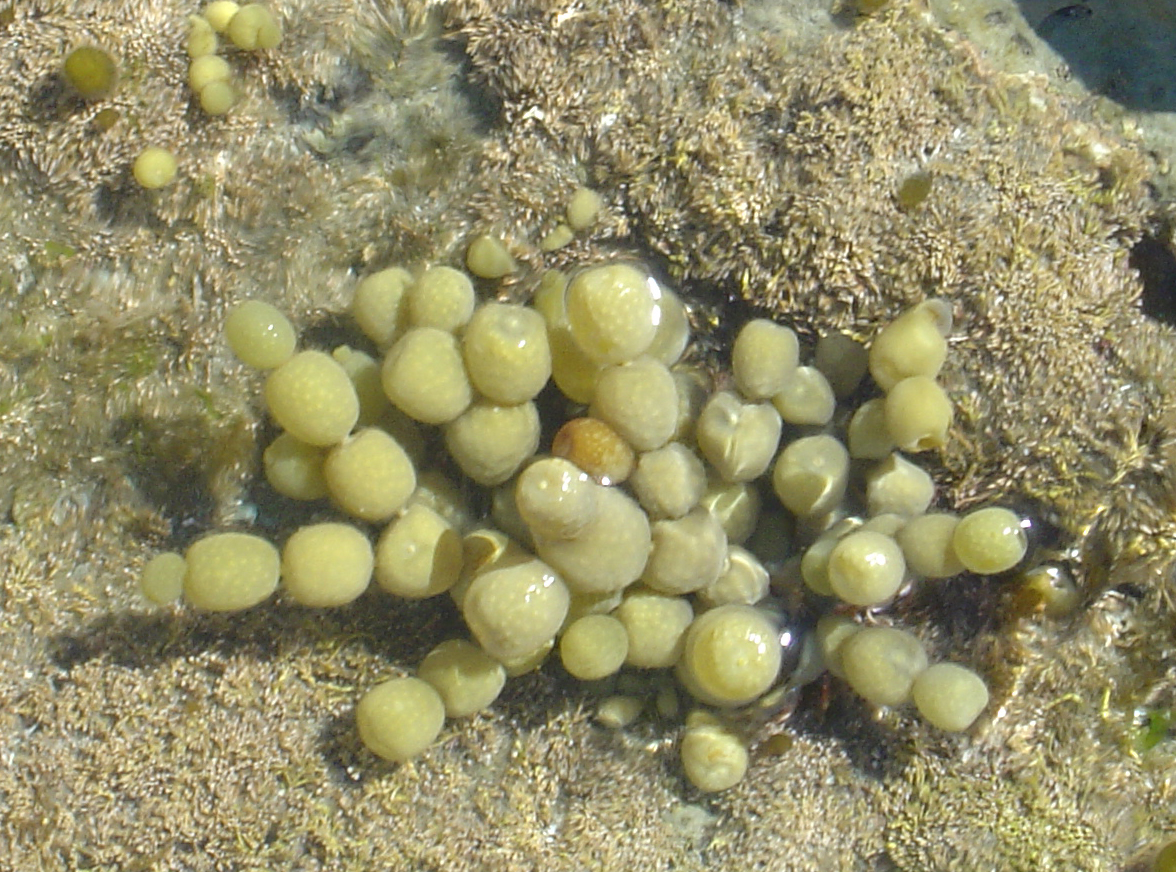
Hormosira banksii
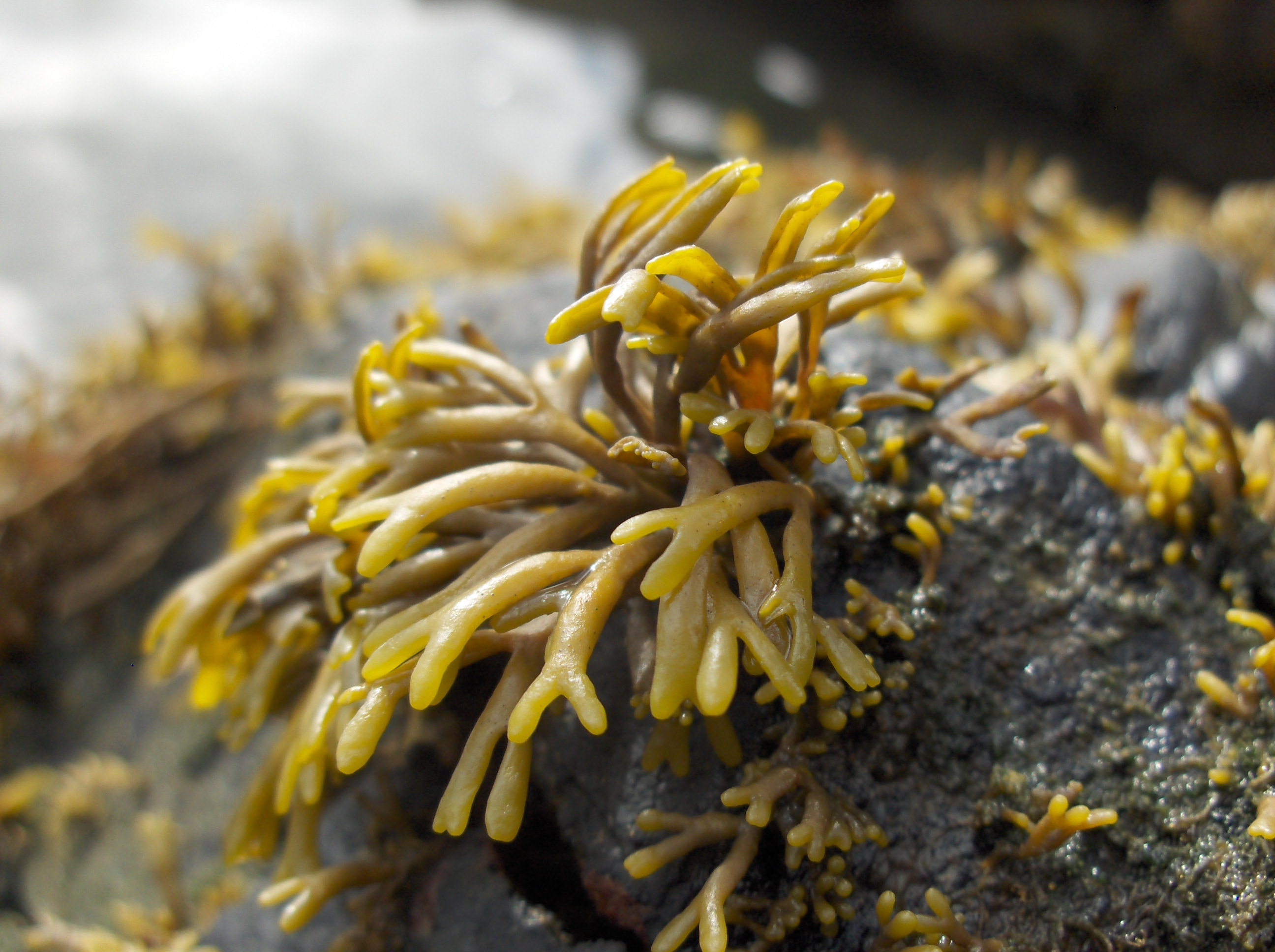
Pelvetia canaliculata
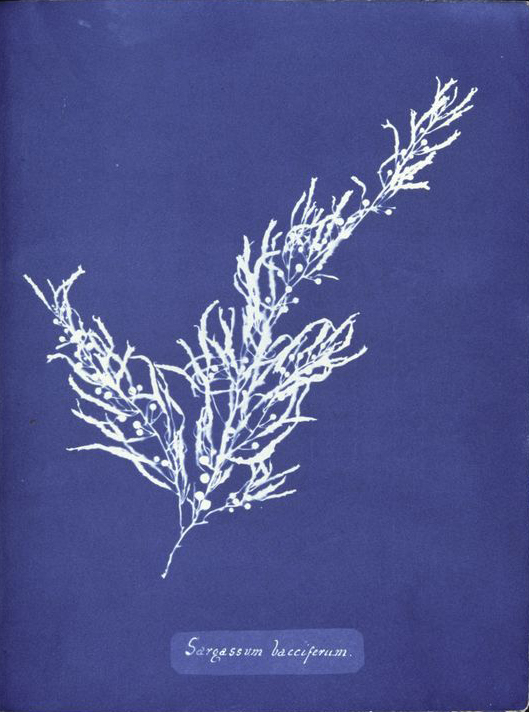
Sargassum bacciferum
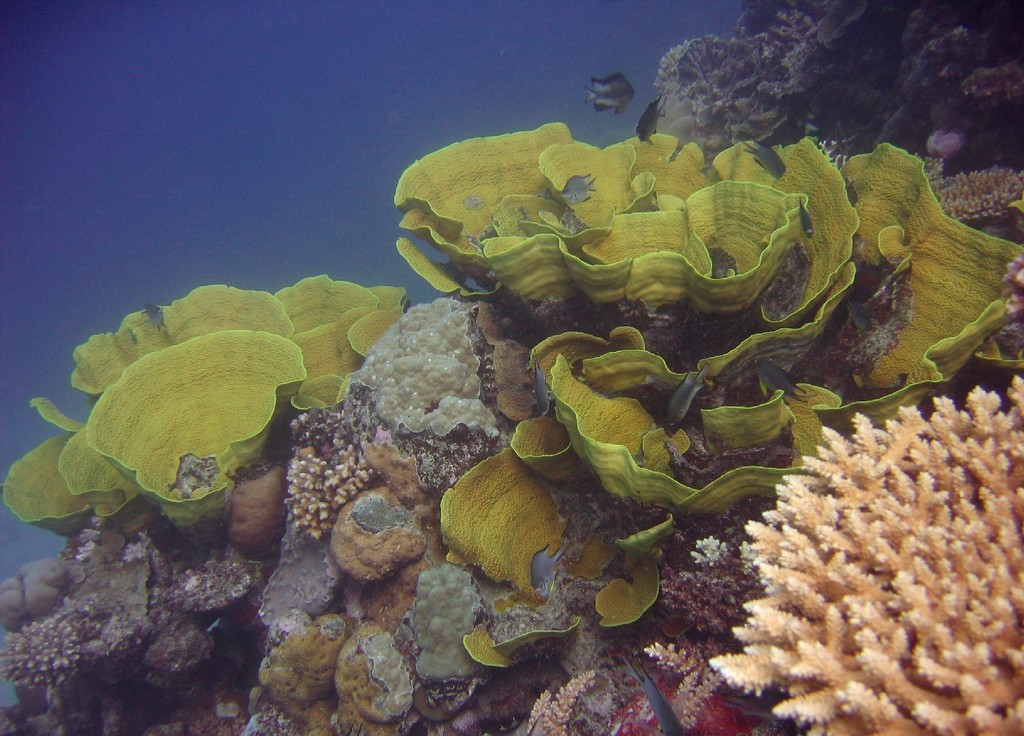
Turbinaria mesenterina